# Povijest Bugarske
Povijest Bugarske je povijest prostora današnje Republike Bugarske i naroda Bugara od prapovijesti do danas.

## Drevna povijest
Bugarska je nastanjena od prapovijesti. U antičko doba Bugarska je dio rimskih provincija Mezije i Tracije.
Oko 679. god. turkijski Protobugari s područja rijeke Volge (Stara velika Bugarska) dolaze na područje između Dunava, Crnog mora i Balkana, koje je od ranije bilo naseljeno slavenskim plemenima. Bugarska plemena su bila organizirana u konjičkim ratnim četama pod vodstvom kana Asparuha. Bugari su Slavenima nametnuli svoju vlast iako su Slaveni bili brojniji. To im je uspjelo jer su bili bolje vojno organizirani od Slavena, a i zbog međusobnih razmirica među slavenskim plemenima. Slaveni su im morali pomagati u ratovima kao pješaci, a kao sjedilački narod koji se bavio ratarstvom i stočarstvom hranili su bugarske ratnike.
Živeći zajedno stopili su se u jedan narod koji je zadržao bugarsko ime, a jezik i običaje poprimio je od Slavena. Tome je naposljetku pomogla i kršćanska vjera koju su oba naroda prihvatila.

## Prva bugarska država
Bugarska država jača za vrijeme kana Kruma (803. – 814.), suvremenika Karla Velikog. Krum je vladao velikom državom koja se još više proširila za vladanja njegovog nasljednika Omurtaga (816. – 831.) koji je Franačkom Carstvu oduzeo Srijem. Granice Bugarske na jugu protezale su se do Soluna, a na zapadu preko Ohrida. Za vladanja kana Omurtaga u Bugarskoj se počelo širiti kršćanstvo; Bugarska vojska opsjedala je Carigrad, a Bizant se od Bugarske branio zajednički s Raškom.
Bugari se pokrštavaju za cara Borisa (852. – 889.) i kršćanstvo postaje dominantna vjera. Širenju kršćanstva pomaže dolazak Metodovih učenika iz Moravske. Oni su donijeli Sveto pismo i liturgijske knjige na slavenskom jeziku. Klement i Naum, učenici slavenskih apostola, organiziraju autokefalnu nacionalnu bugarsku crkvu sa sjedištem u Ohridu. U to vrijeme Bizant i Bugarska bili su u dobrim odnosima i krsni kum Borisu I. bio je sam bizantski car Mihajlo III. (oko 860.).
Borisov sin Simeon (893. – 927.) je uredio državu i učvrstio vlast u njoj; unaprijedio je gospodarstvo, a pored ratarstva i stočarstva, razvila se trgovina i obrt. Vodio je mnoge ratove, a najviše protiv Bizanta, na čijem je području htio uspostaviti slavensko-grčko carstvo. Godine 918. Simeon se proglasio bugarskim i grčkim carem, pri čemu mu pomaže papa koji mu šalje krunu. U njegovo doba Bugarska pravoslavna Crkva potpuno se oslobodila carigradskog patrijarha i postala je patrijaršija. Simeon je nastavio ratovati; pokorio je Rašku, a onda napao kralja Tomislava, ali je odbijen na granicama Hrvatske. Uz pomoć Mađara, Hrvata i raških župana, Bizant se uspio oduprijeti Simeonu. Za njegovih nasljednika Bugarska slabi pred napadima Pečenega, Mađara i Bizanta.
U vrijeme vladanja Simeona u Bugarskoj se razvijaju umjetnost i književnost. Njegovim nastojanjem Bugarska postaje najprosvjećenijom zemljom pravoslavnih Slavena. Na dvoru u Velikoj Prespi djelovalo je mnogo učenika Svetog Metoda. Car potiče prevođenje bizantskih knjiga, a i sam je bio pisac. U to doba nastaje stara bugarska književnost koja će utjecati na razvoj književnosti u ostalih pravoslavnih Slavena. Osim vjerske literature, prevodile su se priče s arapskog, grčkog i indijskog jezika i miješale su se sa slavenskim pričama.
Od Bitke za Dorostoru (971.) Bugarska priznaje bizantsku vlast, a privremeno se oslobađa za Zapadnobugarskog Carstva (Makedonsko Carstvo, 976. – 1018.) koja je svoj vrhunac dosegla za vladavine cara Samuila. Nakon poraza i smrti njegovog nećaka Vladislava Bizant je pobjednički ušao u Ohrid i srušio bugarsku državu, tj. ugušio ustanak Komitopula.
Bugarska se ponovo osamostaljuje za braće Petra i Asena (1186.) i kratkotrajan uspon postiže za cara Ivana Asena II. (1218. – 1241.), čija se rezidencija nalazi u Trnovu. Njegova Bugarska je u to vrijem bila najmoćnija država na Balkanu, a prostirala se na Makedoniju (osim Soluna) i Albaniju.
Krajem 12. i početkom 13. stoljeća u Bugarskoj se javlja bogumilstvo. U idućim stoljećima Bugarsku slabe unutarnje borbe i vanjski neprijatelji (Mađari, Bizant i Turci). Oko 1290. Bugarsku pustoše Tatari. Mihajlo Šišman kratkotrajno ujedinjuje bugarske zemlje, ali moć Bugarske države slabi i ona postupno gubi Makedoniju, Traciju i Albaniju.
Šišman III., posljednji vladar srednjovjekovne Bugarske, plaća danak sultanu Muratu I. (1359. – 1389.). Osvajanjem Trnova (1393.) bugarsku državu srušio je sultan Bajazid I. i Turci su konačno zagospodarili Bugarskom.

## Tursko razdoblje
Pod turskom vlašću Bugarska je ustrojena kao pokrajina podređena rumelijskom beglerbegu sa sjedištem u Sofiji. To područje uključivalo je Moeziju, Tračku i Makedoniju, i bilo je podijeljeno na više vilajeta ili sandžaka, kojima su vladali sandžakbezi odgovorni beglerbegu. Značajan dio pokorene zemlje bio je podijeljen na feude sultanovim sljedbenicima (mali timari, srednji zijameti i veliki hases) koji su bili pod direktnom vlašću sultana (nakon smrti veleposjednika posjed se vraća u vlasništvo sultana). Ostatak zemlje bio je u osobnom posjedu sultanove obitelji (mülk) ili je ostavljen za vjerske namjene (vakuf). Bulgari su plaćali više danaka: godišnji porez (yushur), porez po glavi (dzhizie), porez na zemlju (ispench), ali i više poreza na trgovinu i proizvodnju (avariz).
Turci po pravilu nisu sili kršćane na islamizaciju, no postoje iznimke masovne nasilne islamizacije u Rodopiju. Ne-muslimani nisu služili u sulatnovoj vosci, s iznimkom mladića koji su kao Danak u krvi (devşirme) odvedeni u janjičare (yenicheri ili "nova snaga"), elitne postrojbe turske vojske.

### Borba za neovisnost Bugarske
S bugarskim narodnim preporodom (19. st.) jača i protuturski pokret povezan sa seljačkim ustancima koji zbog pojačanog iskorištavanja seljaštva izbijaju diljem Bugarske (1835., 1837., 1841. i 1850.). Kao prvaci bugarskog oslobodilačkog pokreta ističu se Georgi Rakovski, Lj. Karavelov, Vasil Levski i Hristo Botev.
Nakon pobjeda rusko-rumunjskih snaga nad turcima u Bugarskoj (Opsada Plevena, Bitka za Šipka prolaz i Bitka za Plovdiv), Sanstefanskim mirom (1878.) stvorena je velika Bugarska, koja je obuhvaćala i dijelove istočne Srbije, Albanije i Makedoniju. Granice su iste godine revidirane odlukama Berlinskog kongresa; od područja između Dunava i Balkana ustrojena je Kneževina Bugarska, a južno od Balkana autonomna pokrajina Istočna Rumelija.

## Kneževina Bugarska
God. 1879. usvojen je Trnovski ustav, a za kneza je izabran nećak ruskog cara Aleksandra II., Aleksandar Hessen-Battenberg (1879. – 1886.). Plovdivskim prevratom 1885. god. izvršeno je sjedinjenje s Istočnom Rumelijom, što je dovelo do rata sa Srbijom (1885.), koja je poražena u bitci na Slivnici (17. – 19. studenog 1885.).
God. 1886. uz potporu ruske diplomacije oboren je knez Battenberg, a novim knezom god. 1887. je postao Ferdinand I. iz dinastije Saschen-Coburg-Gotha (1887. – 1918.).
Bugarski revolucionari su aktivno sudjelovali u radu Unutarnje makedonske revolucionarne organizacije (VMRO) u Makedoniji i Tračkoj koje su još uvijek bile turske, te u Ilindenskom ustanku (1903.).

## Bugarsko Carstvo
God. 1908. Bugarska je proglašena neovisnom carevinom. U vojnom savezu sa Srbijom, Crnom Gorom i Grčkom sudjeluje u I. balkanskom ratu (1912. – 1913.) protiv Turske. U II. balkanskom ratu (1913.) vođenom zbog Makedonije, poražena je od svojih bivših saveznika (kojima se priključila i Turska). Mirom u Bukureštu 1913. god. Srbija i Grčka podijelile su Makedoniju, Rumunjska je dobila Dobrudžu, a Turska Edirne.
Usred I. svjetskog rata (1915.) Bugarska je zaratila sa Srbijom, a 1916. god. i s Rumunjskom i zauzela cijelu Dobrudžu. God. 1918. Ferdinand I. abdicira, a vlast preuzima njegov sin Boris III. (1918. – 1943.). Mirovnim ugovorom iz Neuilly-sur-Seine (1919.) Bugarska je prisiljena odstupiti južnu Dobrudžu Rumunjskoj, Strumicu, Bosilegrad i Caribrod Jugoslaviji, a primorje u Traciji Grčkoj.
Vojnim udarom 1923. god. oborena je vlada A. Stambolijskog i zavedena je diktatura. Za vlade K. Georgijeva (uz podršku cara Borisa, 1934. – 1935.) zabranjene su sve političke stranke i uveden je represivni režim. Sporazumom u Krajovi (1940.) Bugarska stječe južnu Dobrudžu.

### Bugarska u 2. svjetskom ratu
God. 1941. Bugarska se priključuje Trojnom paktu sila Osovine i dopušta njemačkoj vojsci prolaz kroz zemlju prilikom njezina napada na Kraljevinu Jugoslaviju i Grčku te zaposjeda dijelove Vardarske i Egejske Makedonije i dio Tracije.
Koncem 1943. i početkom 1944. god. Sofija je pretrpjela masivno bombardiranje od strane Saveznika.
God. 1944. SSSR objavljuje rat Bugarskoj, a u narodnom ustanku iste godine (9. rujna) oborena je monarhija i ustrojena je vlada Domovinske fronte (Otečestveni front) K. Georgijeva (1944. – 1946.). Već u listopadu 1944. god. Bugarska stupa u rat na strani Saveznika. Domovinska fronta pobjeđuje i na parlamentarnim izborima 1945. god.

## Narodna Republika Bugarska
Godine 1946. Bugarska je proglašena republikom službena imena Narodna Republika Bugarska, a prvi predsjednik je postao Georgi Dimitrov. Pariškim ugovorom (1947.) Bugarskoj su priznate granice od siječnja 1941. god.
Bugarska započinje graditi socijalistički sustav po uzoru na SSSR i od 1955. god. postaje članicom Varšavskog pakta.
Za vlade V. Kolarova (1949. – 1950.) i Vulka Červenkova (1950. – 1956.) pojačan je staljinistički teror. Politika vezanja za SSSR posebno je naglašena u vrijeme Todora Živkova, koji je od 1956. bio prvi sekretar CK KPB, a od 1962. god. predsjednik vlade, da bi 1971. god. postao predsjednik Državnog vijeća (sve do 1989. god.). Bugarska je svoju odanost SSSR-u demonstrirala i sudjelovanjem u invaziji Čehoslovačke 1968. god.
God. 1989. uspostavljeno je višestranačje, a na izborima 1990. god. većinu dobiva Socijalistička stranka (bivši KPB), te za predsjednika biva izabran Ž. Želev.

## Moderna Bugarska
Na izborima 1991. god. pobjeđuje Savez demokršćanskih snaga, a na predsjedničkim izborima 1996. god. kandidat udružene oporbe Petar Stojanov.
Na izborima 2001. god. pobjeđuje Stranka Simeona II. (NDSV) i premijerom postaje sin cara Borisa III., Simeon Sakskoburggotski (bugarski za: Saxe-Coburg-Gotha) koji svojom izrazito prozapadnjačkom politikom priključuje Bugarsku NATO-u 2004., te naposljetku i Europskoj uniji 2007. god.
Od 2002. god. predsjednik Bugarske je G. Parvanov. Ekonomske prilike u zemlji se popravljaju, no ekonomski rast je spor a nezaposlenost i emigracija izraziti. Također, napredak u borbi protiv korupcije, organiziranog kriminala, borbe za bolje obrazovanje i zdravstvo su ograničeni.
Nakon višemjesečnih pregovora, nakon parlamentarnih izbora 2005. god., tri potpuno suprotne stranke (BSP, NDSV i MRF) su stvorile koaliciju i imenovale vladu. Vlada pokušava ostvariti reforme koje su potrebne nakon priključenja Europskoj uniji (2007.), ali glavni problem su joj neučinkovita administracija i korupcija.

## Poveznice
- Stara velika Bugarska